# Business Park Sofia

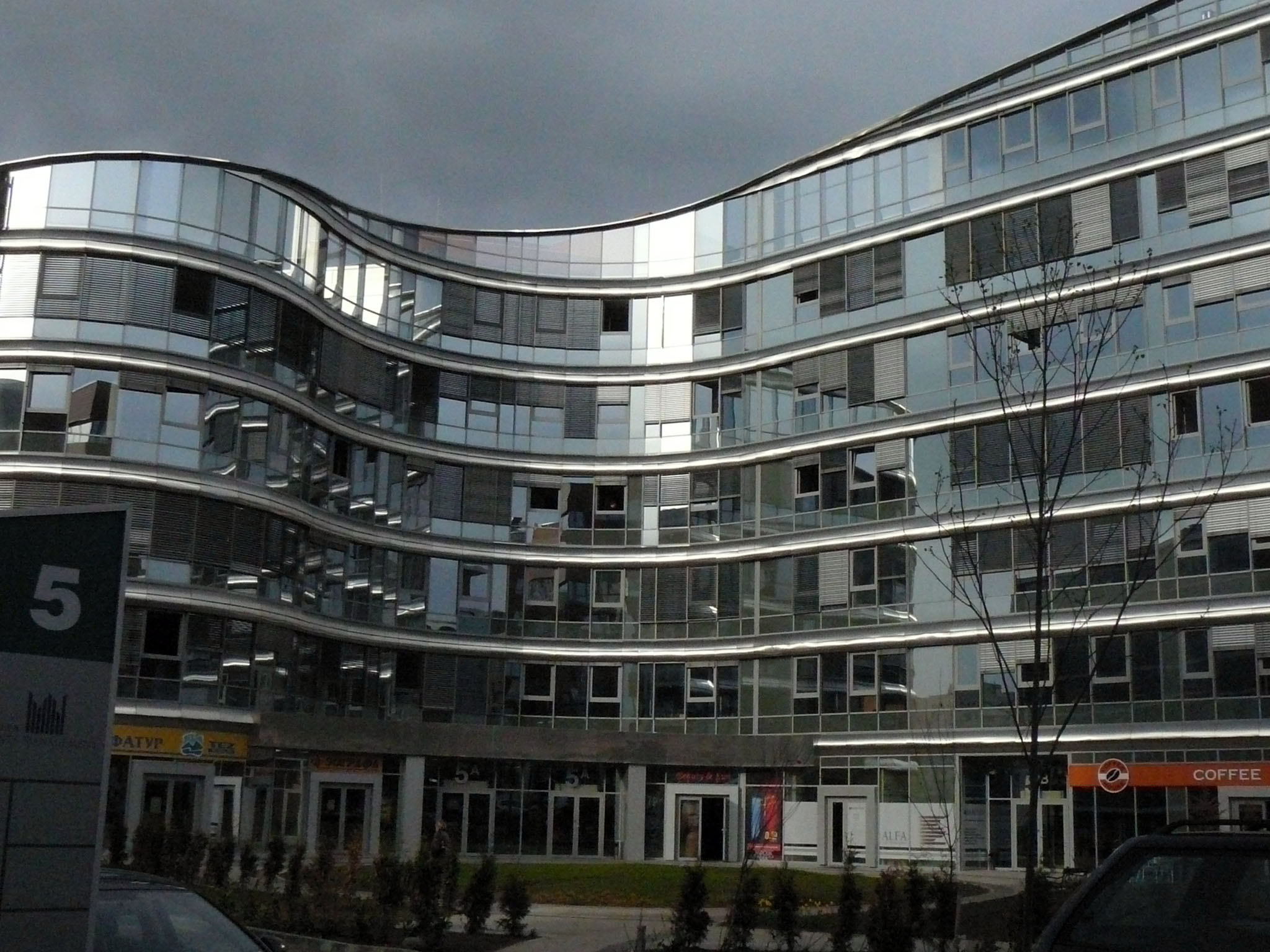
Fechada do Business Park Sofia.

Business Park Sofia é um parque empresarial em Sofia, capital da Bulgária.

## Galeria

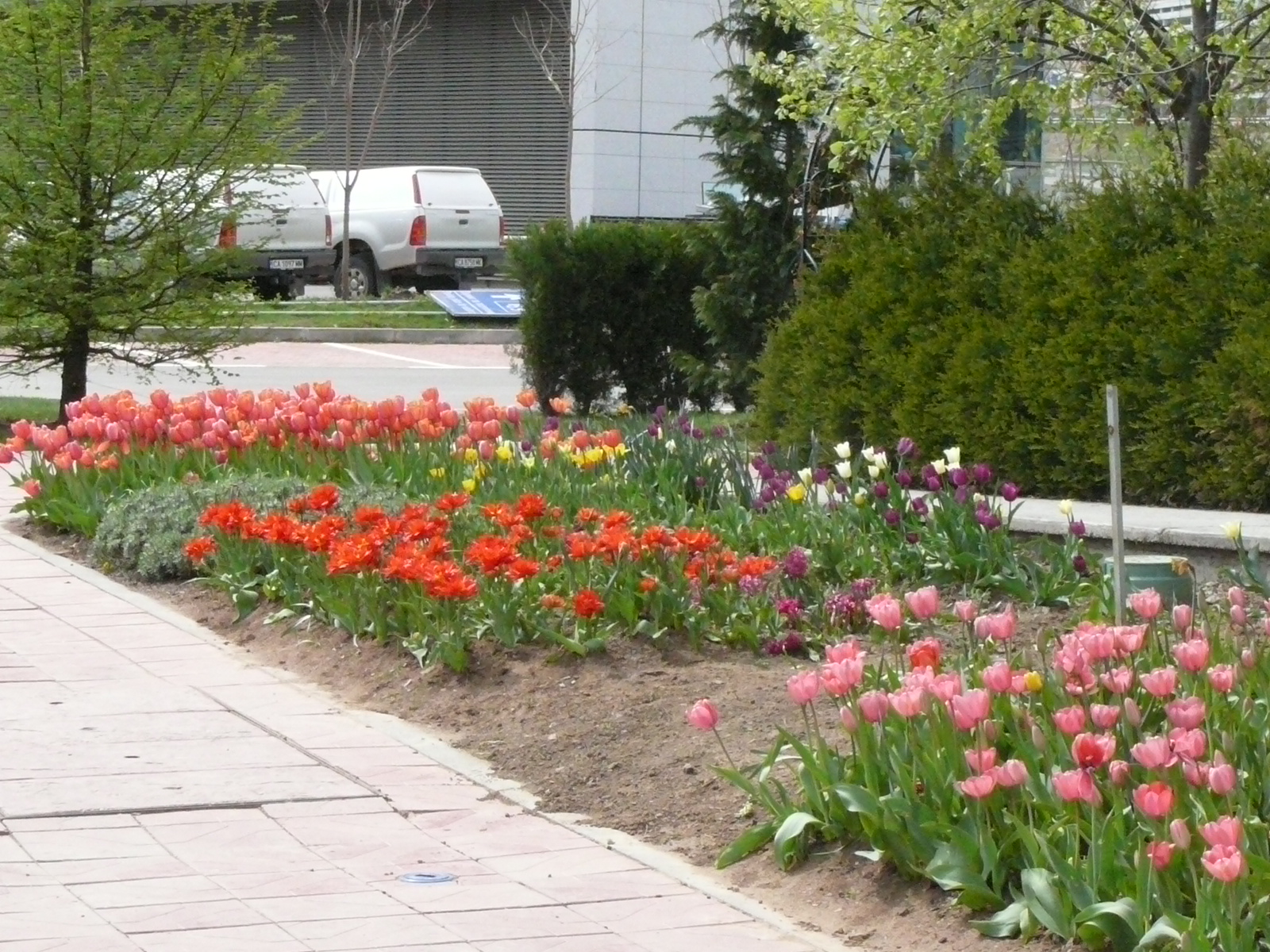
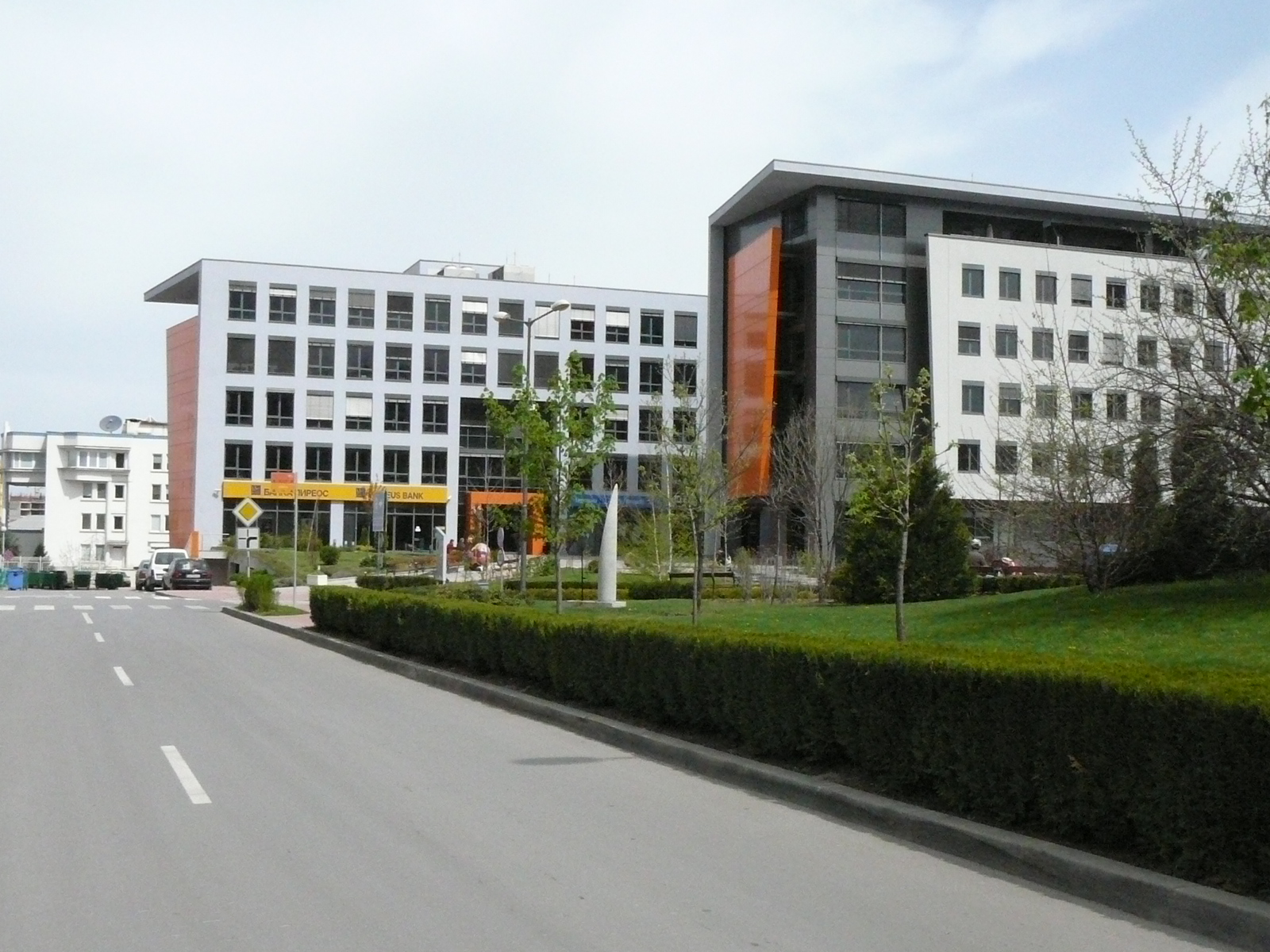
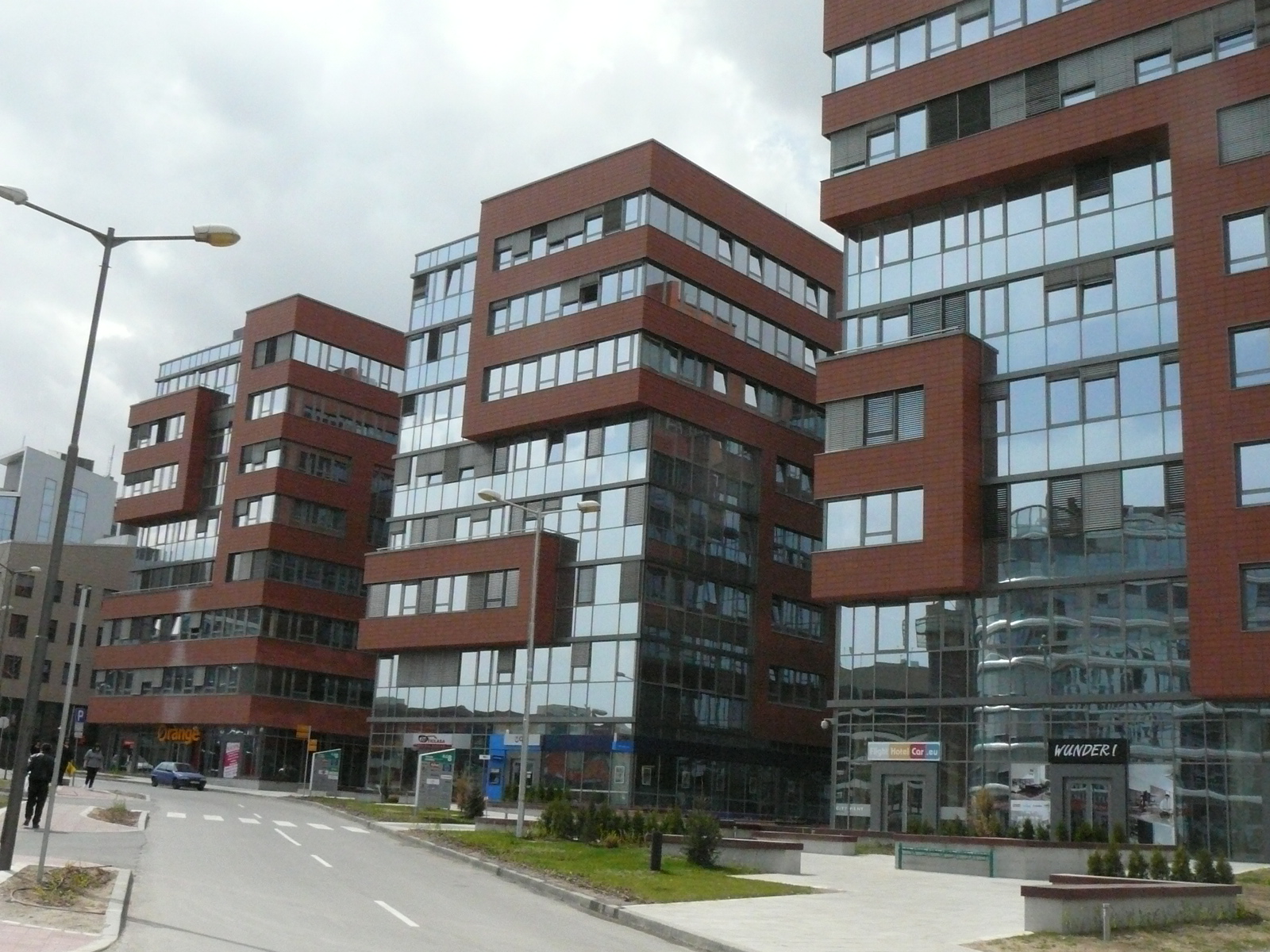
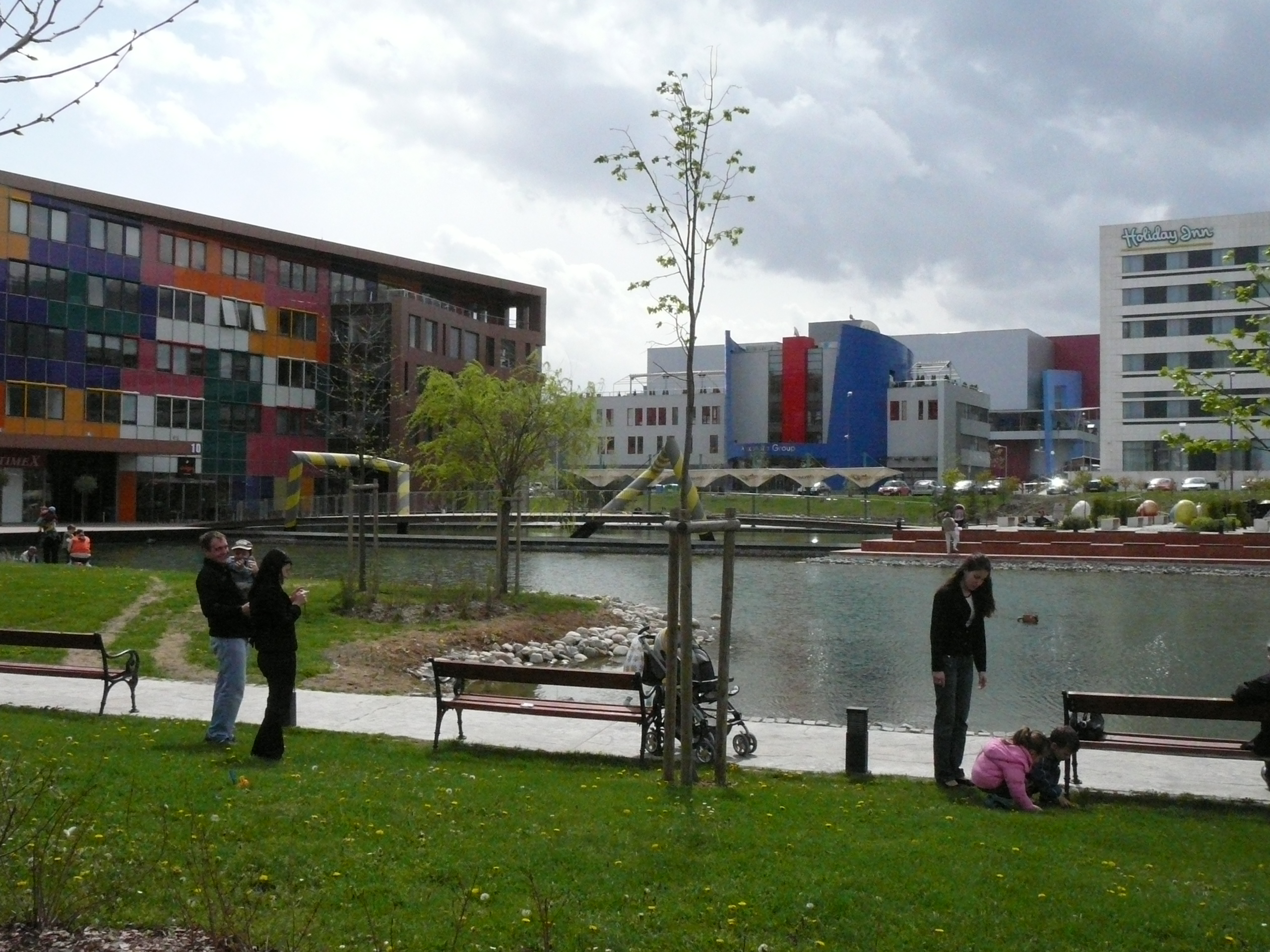
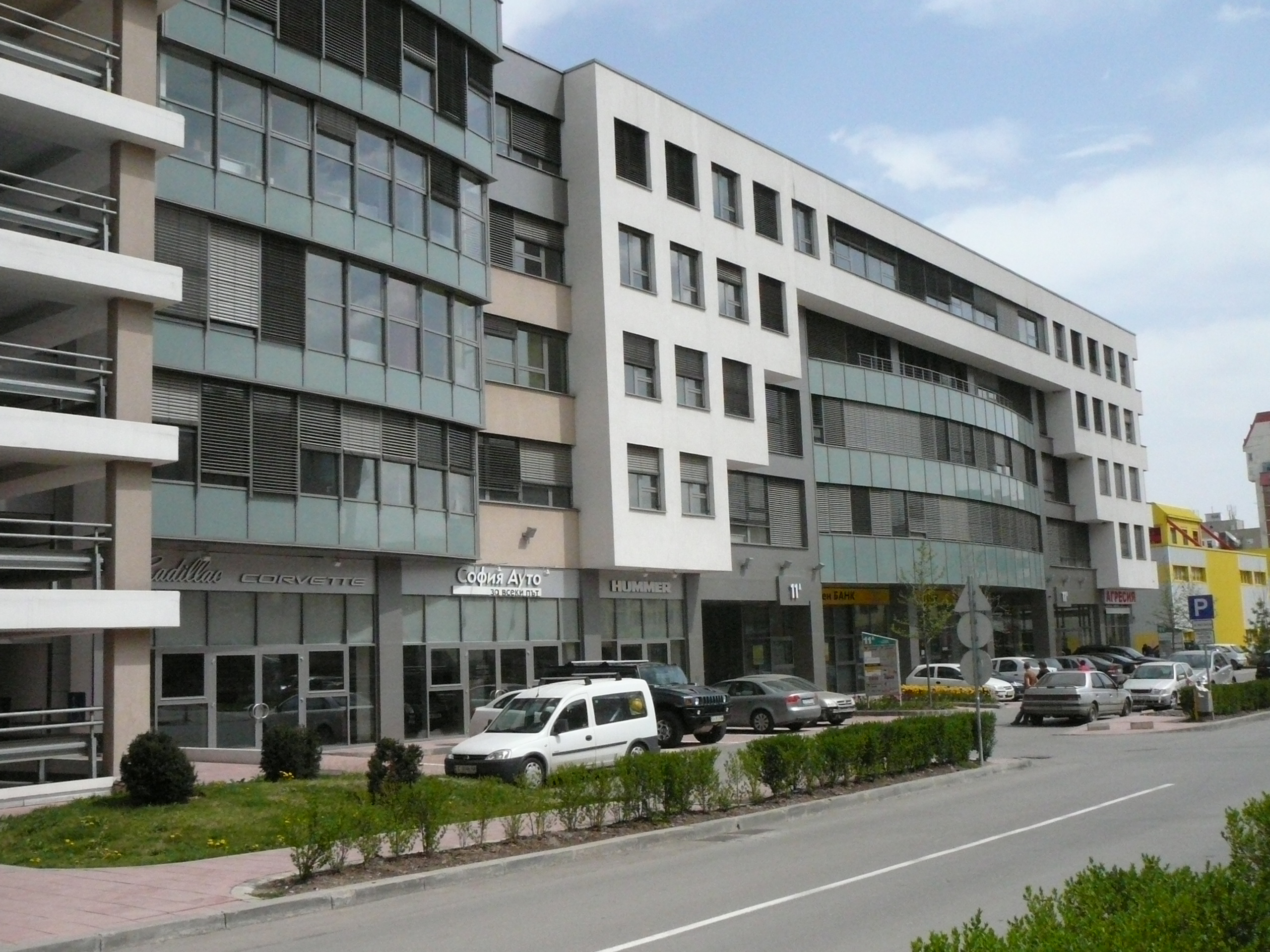
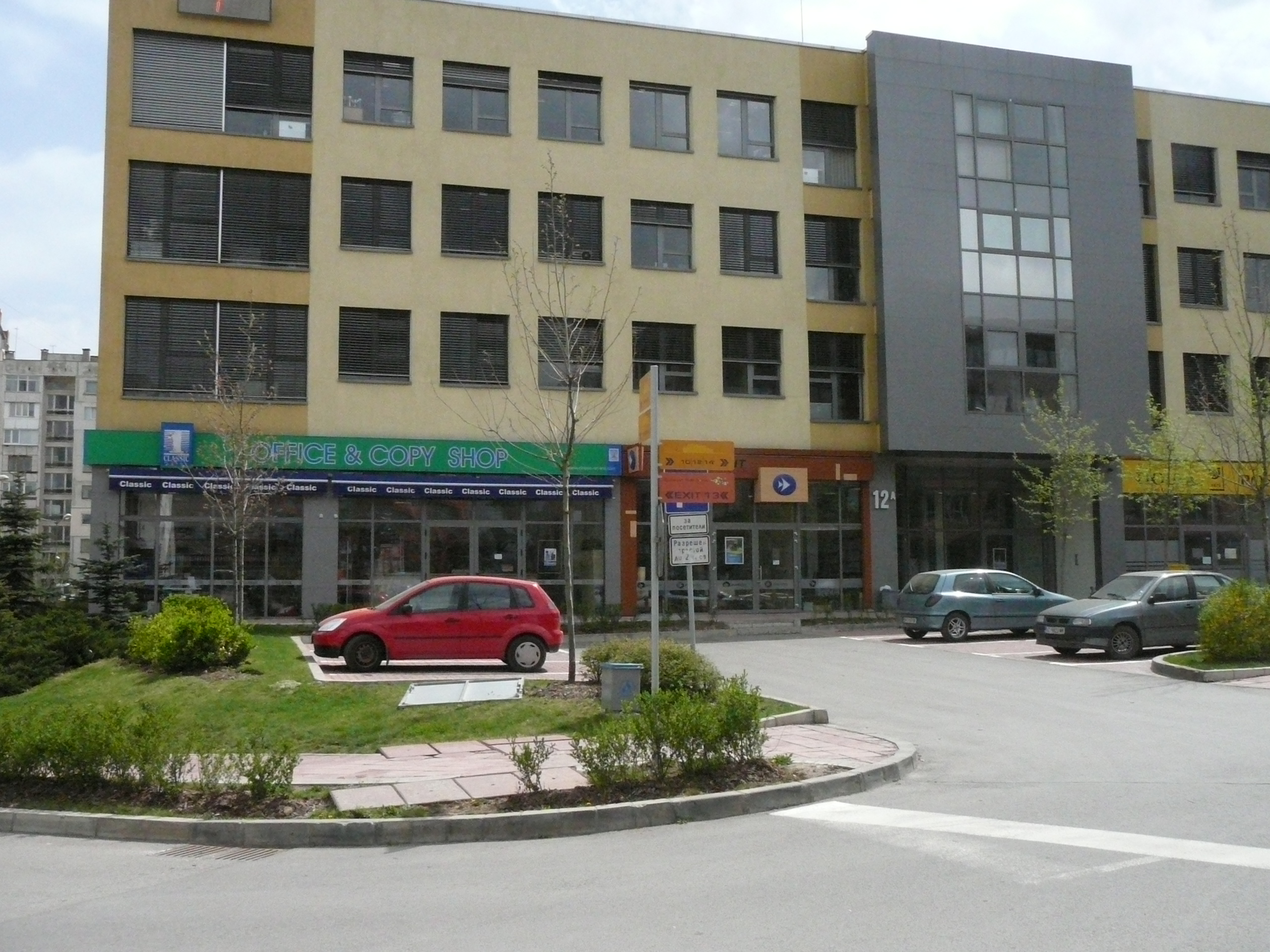